# Болгарія на зимових Олімпійських іграх 1948
Болгарія брала участь у зимових Олімпійських іграх 1948 складом з 4 спортсменів у 3 видах спорту.